# هارلم گنوهره
هارلم گنوهره (انگلیسی: Harlem Gnohéré؛ زادهٔ ۲۱ فوریهٔ ۱۹۸۸) بازیکن فوتبال اهل فرانسه است.
از باشگاه‌هایی که در آن بازی کرده‌است می‌توان به باشگاه فوتبال دینامو بخارست، باشگاه فوتبال استوا بخارست، باشگاه فوتبال رویال شارلوا، و باشگاه فوتبال تروا اشاره کرد.